# Illice polyzona
Illice polyzona är en fjärilsart som beskrevs av Druce 1885. Illice polyzona ingår i släktet Illice och familjen björnspinnare. Inga underarter finns listade i Catalogue of Life.